# Orica-Scott/2017
Deze pagina geeft een overzicht van de Orica-Scott-wielerploeg in 2017.

## Algemeen
Sponsors: Orica
Algemeen manager: Shayne Bannan
Teammanager: Matthew White
Ploegleiders: Vittorio Algeri, Julian Dean, Laurenzo Lapage, David McPartland, Neil Stephens, Matthew Wilson
Fietsen: Scott USA

## Renners
| Naam                    | Geboortedatum | Nationaliteit       | Ploeg 2016       |
| ----------------------- | ------------- | ------------------- | ---------------- |
| Michael Albasini        | 20-12-1980    | Zwitserland         |                  |
| Sam Bewley              | 22-07-1987    | Nieuw-Zeeland       |                  |
| Esteban Chaves          | 17-01-1990    | Colombia            |                  |
| King Lok Cheung         | 08-02-1991    | Hongkong            |                  |
| Magnus Cort             | 16-01-1993    | Denemarken          |                  |
| Mitchell Docker         | 02-10-1986    | Australië           |                  |
| Luke Durbridge          | 09-04-1991    | Australië           |                  |
| Alexander Edmondson     | 22-12-1993    | Australië           |                  |
| Caleb Ewan              | 11-07-1994    | Australië           |                  |
| Simon Gerrans           | 16-05-1980    | Australië           |                  |
| Jack Haig               | 06-09-1993    | Australië           |                  |
| Mathew Hayman           | 20-04-1978    | Australië           |                  |
| Michael Hepburn         | 17-08-1991    | Australië           |                  |
| Damien Howson           | 13-08-1992    | Australië           |                  |
| Daryl Impey             | 06-12-1984    | Zuid-Afrika         |                  |
| Christopher Juul-Jensen | 06-07-1989    | Denemarken          |                  |
| Jens Keukeleire         | 23-11-1988    | België              |                  |
| Roger Kluge             | 05-02-1986    | Duitsland           | IAM Cycling      |
| Roman Kreuziger         | 06-05-1986    | Tsjechië            | Tinkoff-Saxo     |
| Luka Mezgec             | 27-06-1988    | Slovenië            |                  |
| Rubén Plaza             | 29-02-1980    | Spanje              |                  |
| Robert Power            | 11-05-1995    | Denemarken          |                  |
| Svein Tuft              | 09-05-1977    | Canada              |                  |
| Carlos Verona           | 04-11-1992    | Spanje              | Etixx-Quick Step |
| Adam Yates              | 07-08-1992    | Verenigd Koninkrijk |                  |
| Simon Yates             | 07-08-1992    | Verenigd Koninkrijk |                  |

### Vertrokken
| Naam             |            | Nationaliteit | Ploeg 2017  |
| ---------------- | ---------- | ------------- | ----------- |
| Michael Matthews | 26-09-1990 | Australië     | Team Sunweb |
| Christian Meier  | 21-02-1985 | Canada        | gestopt     |
| Amets Txurruka   | 10-11-1982 | Spanje        | gestopt     |

## Belangrijkste overwinningen
| Tour Down Under 1e, 3e, 4e, 6e etappe, puntenklassement: Caleb Ewan Herald Sun Tour 1e etappe + eindklassement: Damien Howson Ronde van Valencia 3e etappe: Magnus Cort NK Zuid-Afrika Wegtijdrit: Daryl Impey Abu Dhabi Tour 4e etappe: Caleb Ewan GP Industria & Artigianato-Larciano Winnaar: Adam Yates Parijs-Nice 6e etappe: Simon Yates Ronde van Catalonië 6e etappe: Daryl Impey | Driedaagse van De Panne-Koksijde Etappe 3B (tijdrit): Luke Durbridge GP Miguel Indurain Winnaar: Simon Yates Ronde van het Baskenland 2e etappe: Michael Albasini Ronde van Romandië 1e etappe: Michael Albasini 4e etappe: Simon Yates Ronde van Yorkshire Puntenklassement: Caleb Ewan Ronde van Italië 7e etappe: Caleb Ewan Ronde van Slovenië 2e etape: Luka Mezgec | NK Canada Wegtijdrit: Svein Tuft NK Slovenië Wegwedstrijd: Luka Mezgec Ronde van Frankrijk Jongerenklassement: Simon Yates Ronde van Polen 4e etappe: Caleb Ewan 6e etappe: Jack Haig Veenendaal-Veenendaal Classic Winnaar: Luka Mezgec Pro Ötztaler 5500 Winnaar: Roman Kreuziger Ronde van Groot-Brittannië 1e, 3e, 6e etappe: Caleb Ewan |

Mannen: 2012 · 2013 · 2014 · 2015 · 2016 · 2017 · 2018 · 2019 · 2020 · 2021 · 2022 · 2023 · 2024  · 2025
Vrouwen: 2012 · 2013 · 2014 · 2015 · 2016 · 2017 · 2018 · 2019 · 2020 · 2021 · 2022 · 2023 · 2024 · 2025
AG2R-La Mondiale · Astana Pro Team · Bahrain-Merida · BMC Racing Team · BORA-hansgrohe · Cannondale-Drapac · Team Dimension Data · FDJ · Katjoesja-Alpecin · Team LottoNL-Jumbo · Lotto Soudal · Movistar Team · Orica-Scott · Quick Step · Team Sky · Team Sunweb · Trek-Segafredo · UAE Team Emirates